# Depressaria discipunctella
Depressaria discipunctella — вид лускокрилих комах родини плоских молей (Depressariidae).

## Поширення
Вид поширений в Європі та Західній Азії. Присутній у фауні України.

## Опис
Розмах крил 21-25 мм.

## Спосіб життя
Імаго літають у травні-червні. Є одне покоління за рік. Личинки живляться листям та суцвіттям різних видів окружкових, переважно Heracleum sphondylium, Pastinaca sativa, Angelica sylvestris та Ferula. Вони живуть між листям, закрученими докупи шовком.